# Aphaena consanguinea
Aphaena consanguinea är en insektsart som beskrevs av William Lucas Distant 1906. Aphaena consanguinea ingår i släktet Aphaena och familjen lyktstritar. Inga underarter finns listade i Catalogue of Life.